# Julius Oppert
Julius Oppert (Hamburgo, 9 de julio de 1825 - París, 21 de agosto de 1905) fue un historiador, lingüista y filólogo de origen alemán y nacionalizado francés, especializado en la historia de la antigua Asiria.

## Formación
Nacido en una familia judía, luego de estudiar en Heidelberg, Bonn y Berlín, se graduó en la Universidad de Kiel el año 1847, partiendo al año siguiente hacia Francia, donde se dedicó a la enseñanza del alemán en Laval y Reims. Sus intereses se focalizaron en los estudios orientales, respecto de los cuales ya había hecho grandes progresos durante sus estudios en Alemania.

## Carrera académica
En 1851 se unió a una misión arqueológica francesa a Mesopotamia y Media, bajo la supervisión de Fulgence Fresnel. A su regreso a Francia en 1854, fue nacionalizado ciudadano francés en reconocimiento a sus servicios. Se ocupó de estructurar los resultados de la expedición, con especial atención a las inscripciones en escritura cuneiforme que había recopilado durante la misma.
En 1855 publicó la obra Écriture Anarienne, avanzando en la misma una teoría según la cual la lengua originalmente hablada en Asiria era el turanio (una lengua relacionada con el turco y con el mongol), más que de origen ario o semita, y que sus hablantes habían inventado el sistema de escritura cuneiforme. Aunque la clasificación de las inscripciones "casdo-escitas" como tunarias sería puesta en duda con posterioridad, los eruditos confirmarían después a Oppert en su identificación de los caracteres de la lengua sumeria (como él mismo la renombró en 1869) y el origen de su escritura.
En 1856 publicó un nuevo trabajo, la Chronologie des Assyriens et des Babyloniens (Cronología de los asirios y babilonios).
En 1857 fue nombrado profesor de sánscrito y de Filología comparativa en la Escuela de lenguas dependiente de la Biblioteca Nacional de Francia, y en calidad de tal publicó su Grammaire Sanscrite (1859). No obstante, su atención se centró en los aspectos de la onomástica asiria.
La experiencia adquirida durante la misión de Fresnel y los resultados de sus estudios posteriores fueron publicados con el título de Expédition Scientifique en Mésopotamie (1859-1863), siendo el segundo volumen titulado Déchiffrement des inscriptions cunéiformes.
En 1865 publicó una historia de Asiria y Caldea (Histoire des Empires de Chaldée et d'Assyrie) a la luz de los nuevos descubrimientos arqueológicos. Su Gramática Asiria (Éléments de la grammaire assyrienne) fue publicada en 1868. En 1869 Oppert fue nombrado profesor de Filología y Arqueología asirias en el Collège de France.
En 1876 Oppert concentró su estudio en las antigüedades de la antigua Media y de su lengua, escribiendo Le Peuple et la langue des Médes (1879).
En 1881 fue admitido en la Académie des Inscriptions et Belles-Lettres y en 1890 fue elegido para ocupar la presidencia de dicha Academia.
Julius Oppert murió en París el 21 de agosto de 1905.

## Publicaciones
Oppert fue un escritor prolífico sobre la jurisprudencia y la mitología de Asiria, pero también sobre otras materias relacionadas con las civilizaciones antiguas de Oriente Medio. Entre sus obras, se pueden mencionar:
- 1855: Écriture Anarienne.
- 1856: Chronologie des Assyriens et des Babyloniens.
- 1859: Grammaire Sanscrite
- 1859: Expédition Scientifique en Mésopotamie.
- 1863: Déchiffrement des inscriptions cunéiformes, segunda parte de la Expédition....
- 1865: Histoire des Empires de Chaldée et d'Assyrie.
- 1868: Éléments de la grammaire assyrienne.
- 1875: L'Immortalité de idiome chez les Chaldéens.
- 1877: Salomon el ses successeurs.
- 1877: Doctrines juridiques de l'Assyrie et de la Chaldée (con Joachim Menant).
- 1879: Le Peuple et la langue des Médes.

- Datos: Q63488
- Multimedia: Julius Oppert / Q63488